# San Sebastián del Oeste
Pour les articles homonymes, voir San Sebastián.
San Sebastián del Oeste est un village et une municipalité de l'État de Jalisco au Mexique. La municipalité a 5 643 habitants en 2015.

## Situation
San Sebastián del Oeste est située à 1 480 m d'altitude dans la région Sierra Occidental de l'État de Jalisco à environ 70 km de Puerto Vallarta et 250 km de Guadalajara.
La municipalité est bordée par d'autres municipalités du Jalisco — Guachinango à l'est, Mascota au sud, Puerto Vallarta à l'ouest — et par l'État de Nayarit au nord.
Elle est arrosée principalement par le río Ameca et le río Los Reyes.

## Climat
La température moyenne annuelle est de 18,7 °C. Les vents dominants viennent de l'ouest. Les précipitations annuelles moyennes font 1 441,6 mm. Il pleut principalement de juin à octobre. Il y a 15 jours de gel par an en moyenne.

## Histoire
La ville est connue pour son important passé minier à l'époque coloniale.

## Démographie
En 2010, la municipalité compte 5 626 habitants pour une superficie de 1 400,13 km2. Toute la population est rurale. San Felipe de Hijar (1 221 habitants) est la plus importante des 80 localités habitées de la municipalité. Viennent ensuite le chef-lieu San Sebastián del Oeste (672 habitants) et Santiago de Pinos (556 habitants).
Au recensement de 2015, la population de la municipalité passe à 5 643 habitants.

## Points d'intérêt
La mine d'argent de Santa Gertrudis et l'hacienda Jalisco, ainsi que d'autres lieux tels que la maison-musée doña Conchita, témoignent de la tradition minière de la municipalité jusqu'au xixe siècle.
Point culminant de la municipalité à 2 411 m d'altitude, le cerro de La Bufa offre un point de vue remarquable sur les montagnes et la côte de l'océan Pacifique vers Puerto Vallarta et la baie de Banderas (es).
San Sebastián del Oeste fait partie du programme touristique mexicain Pueblos Mágicos[réf. souhaitée].

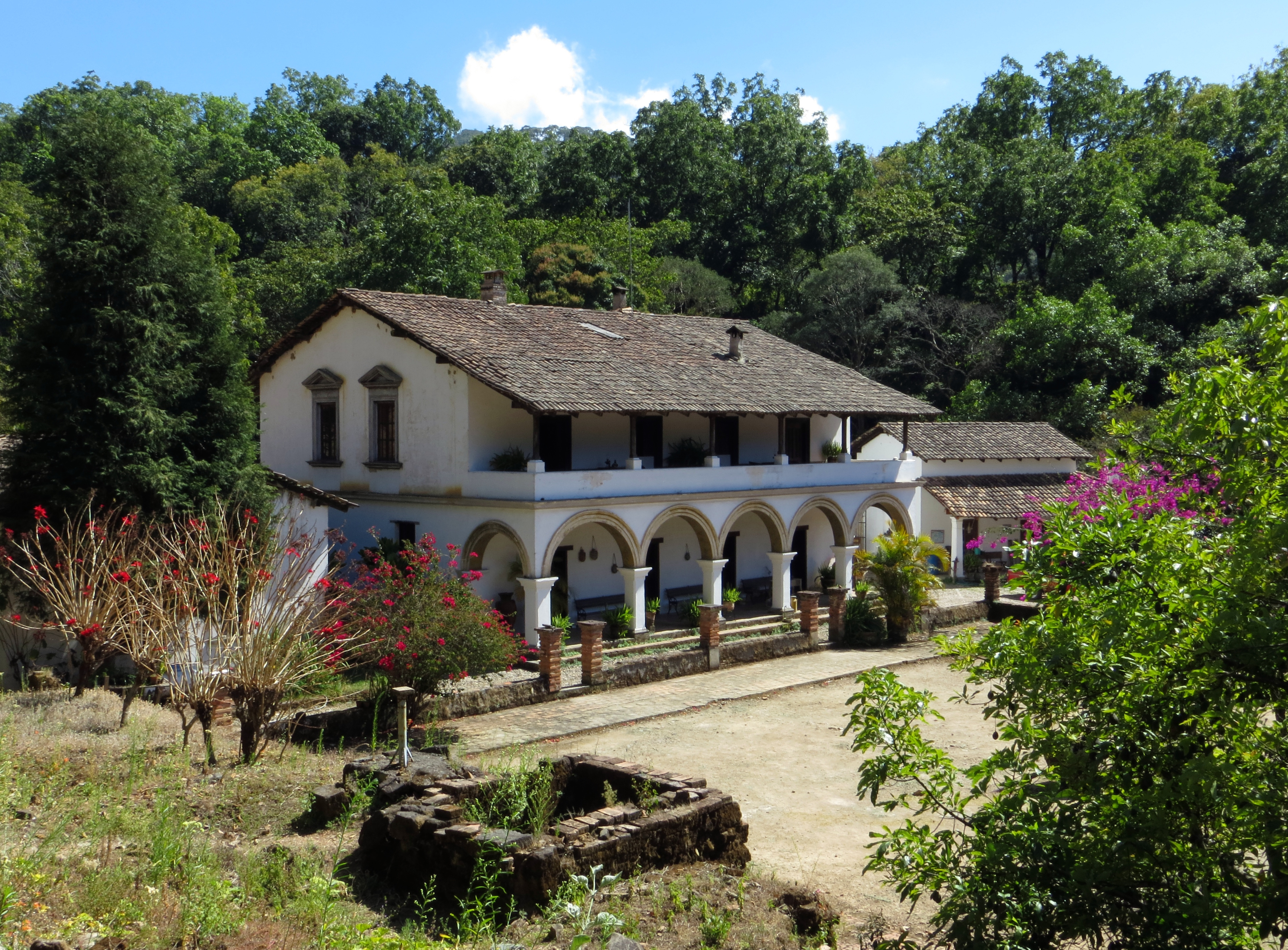
Hacienda Jalisco.
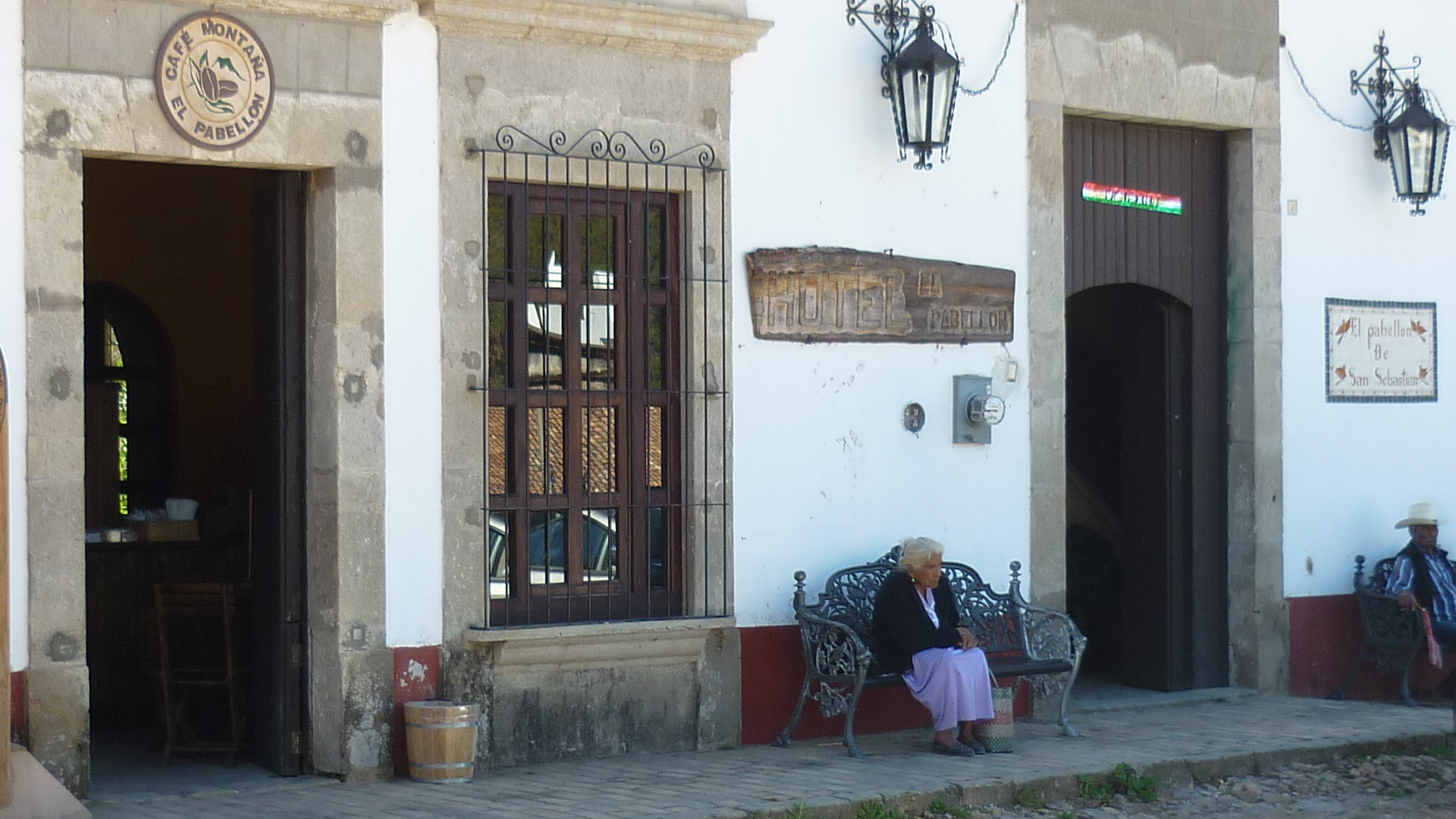
Un café en ville.
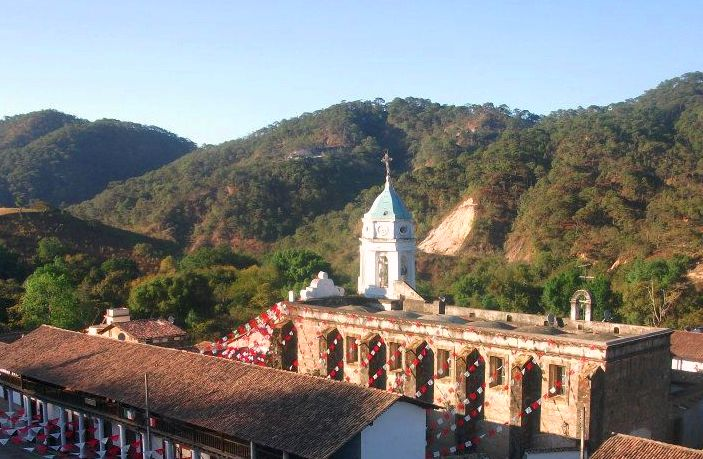
Panorama autour de l'église.
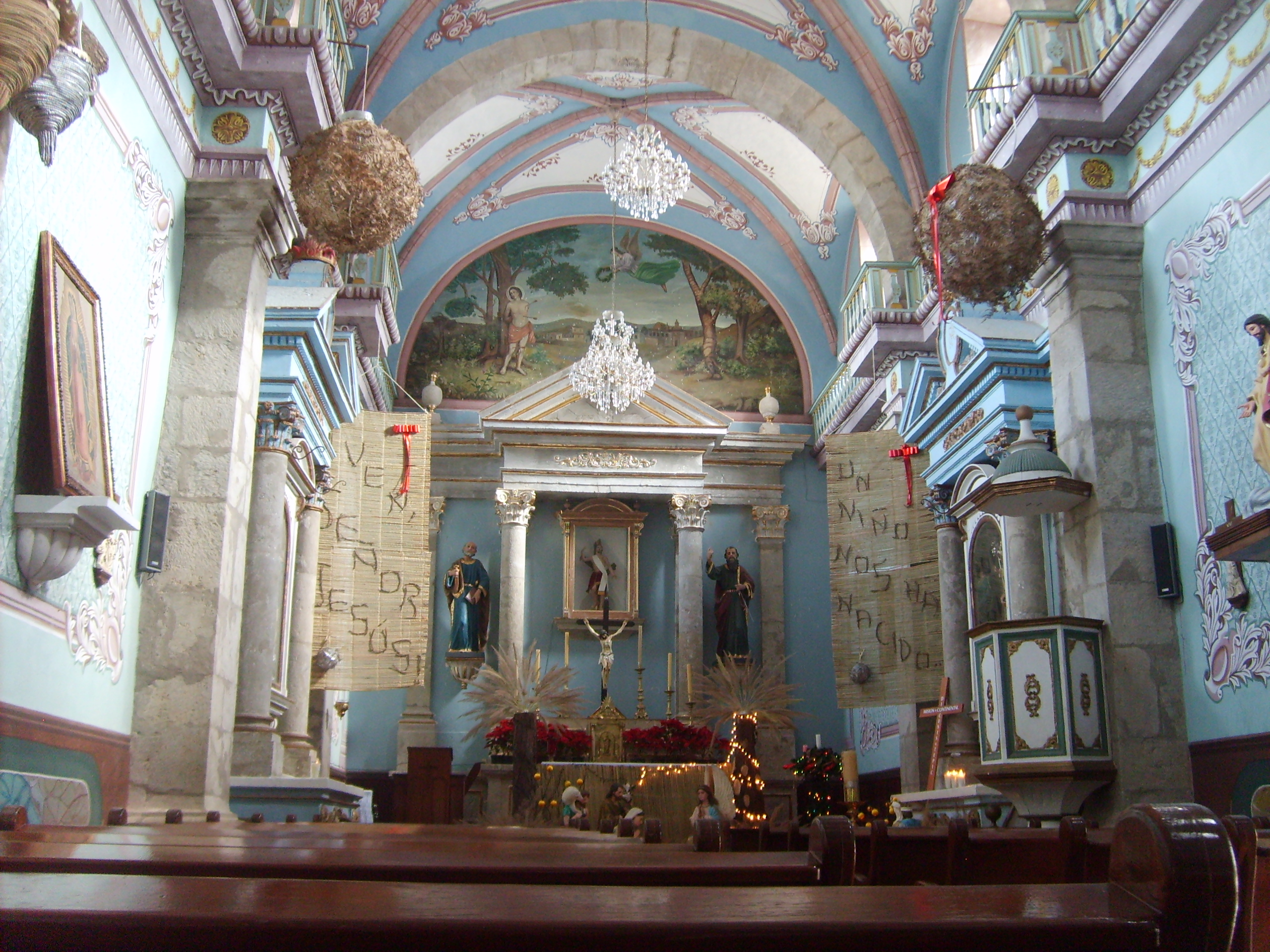
Intérieur de l'église.
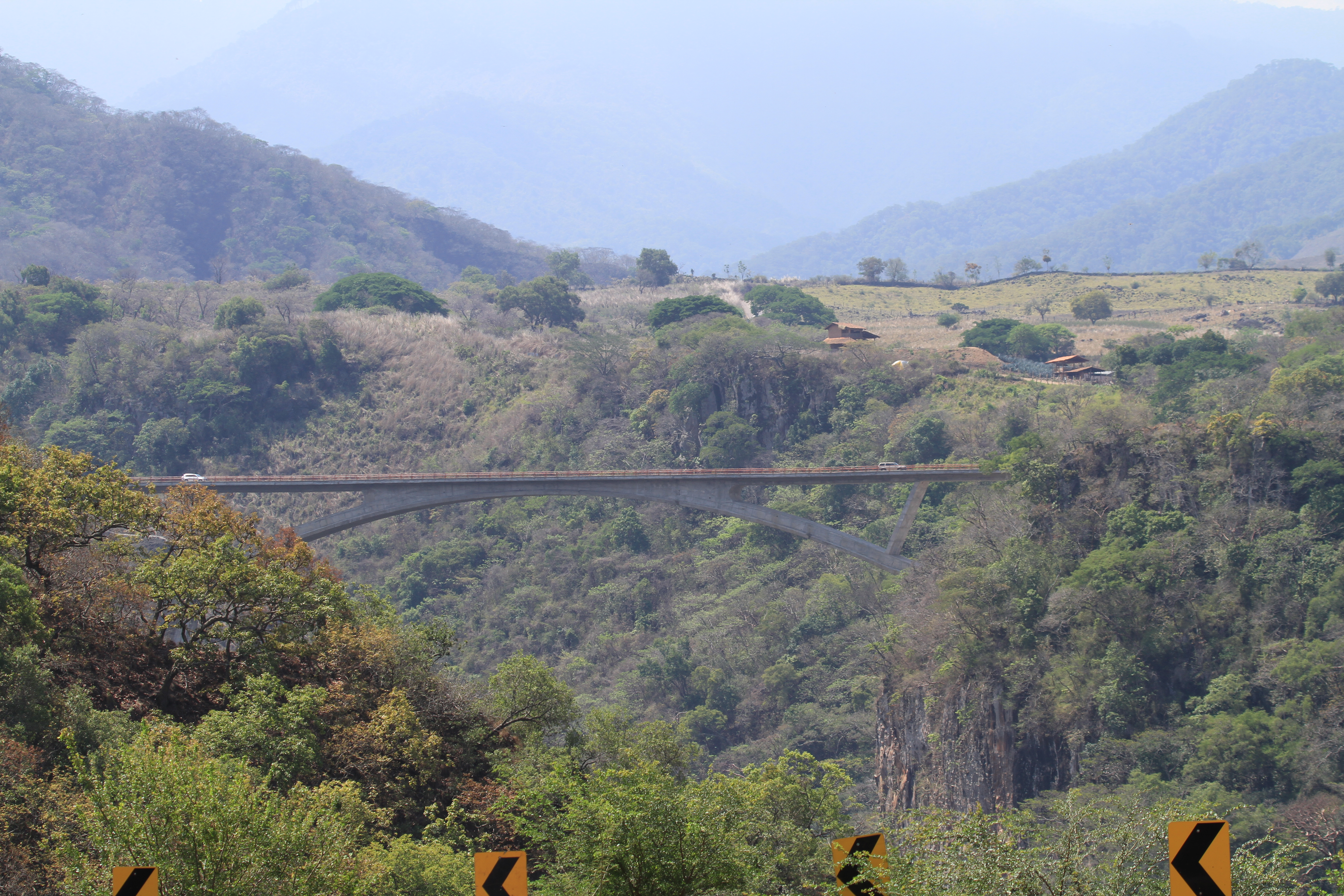
Pont routier.
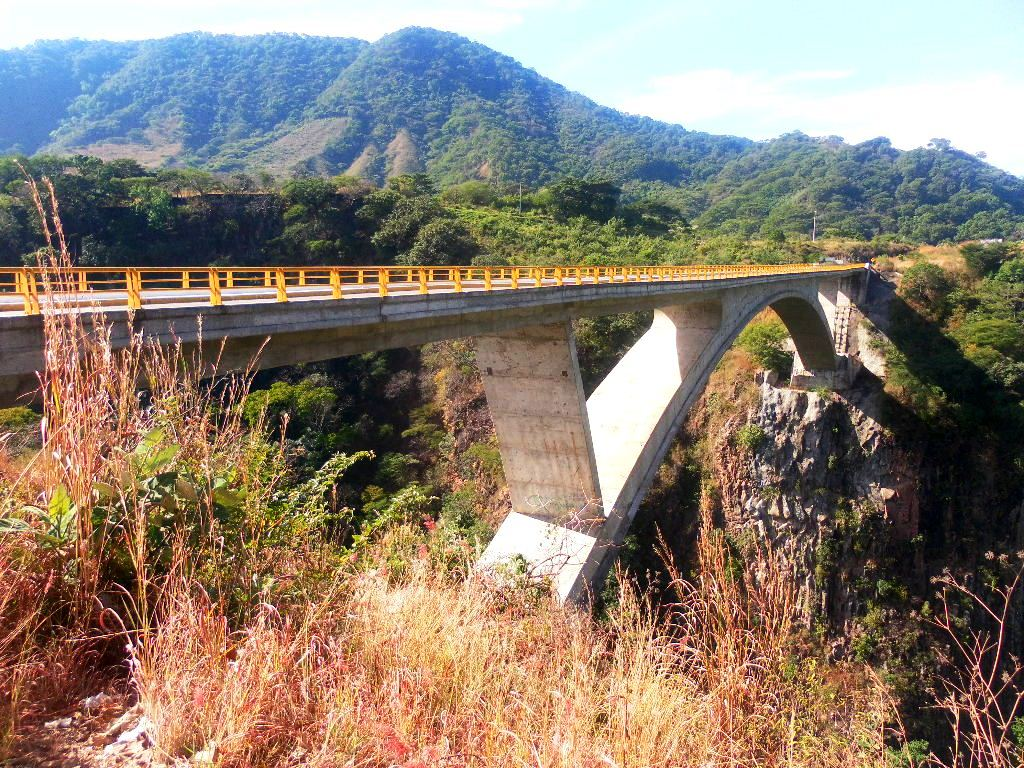
Le pont sous un autre angle.